# Respuesta de la Unión Europea a la invasión rusa de Ucrania
La respuesta de la Unión Europea a la invasión rusa de Ucrania hace referencia a las diferentes medidas adoptadas e impuestas por la Comisión Europea, el Consejo y el Consejo Europeo (Estados miembros) para sancionar económicamente a Rusia, contrarrestar los efectos de la agresión rusa iniciada en febrero de 2022 y apoyar económica y militarmente a Ucrania. Desde el inicio de la intervención militar, la UE y varios de sus aliados como Estados Unidos, decidieron aumentar las sanciones contra el gobierno ruso iniciadas en 2014 a fin de «paralizar» la capacidad rusa para «financiar su maquinaria de guerra» y dificultar su manejo de activos para obtener liquidez. Adicionalmente, varios gobiernos nacionales de los Estados miembros decidieron enviar armamento y ayuda económica al gobierno ucraniano mediante fondos nacionales y el Fondo Europeo de Apoyo a la Paz, así como facilitar la entrada de refugiados ucranianos a la Unión.
Desde el inicio de la invasión más de 7 millones de refugiados han huido hacia el territorio de la Unión Europea. En consecuencia, ya desde marzo de 2022, este flujo de personas —solo los nacionales ucranianos— se beneficia de la acogida dentro de la UE durante un máximo de tres años sin necesidad de solicitar asilo en el marco de la Directiva de Protección Temporal.
Por otra parte, con base en el Fondo Europeo de Apoyo a la Paz, el 28 de febrero de 2022 la Comisión dispuso la creación de una célula encargada de coordinar la compra de armamento para sostener al gobierno ucraniano. La Comisión también decidió movilizar el Centro de Satélites de la Unión Europea (EU SatCen) para prestar servicios de inteligencia a Ucrania. Para mayo de 2023, los Estados de la Unión habían comprometido ayuda militar, financiera y humanitaria a Ucrania por valor de 68.400 millones de euros, una cantidad muy similar a la de Estados Unidos.
Entre tanto el canciller alemán, Olaf Scholz, anunció un rearme del ejército de su país de proporciones nunca vistas desde el fin de la Segunda Guerra Mundial en Europa. Además, Alemania negó la certificación de gasoducto ruso-alemán Nord Stream 2 —que finalmente perjudicaría a Ucrania—, cuya construcción finalizó en 2021, pero que aún no había entrado en funcionamiento. El gasoducto fue volado en septiembre de 2022.
El gobierno ruso, por su parte, ha advertido con atacar cualquier convoy que entre con armas en territorio ucraniano.

## Contexto

### Relaciones Ucrania-Unión Europea
Las relaciones entre Ucrania y la Unión Europea están enmarcadas dentro de la Política Europea de Vecindad (PEV), un instrumento de la política exterior de la UE diseñado para los países con los que comparte fronteras. La UE  busca de forma progresiva establecer una relación cercana con Ucrania que vaya más allá de la cooperación y se dirija hacia la integración económica y la profundización de la cooperación política. En la Política de Vecindad se considera a Ucrania como un socio prioritario. El 23 de junio de 2022, el Consejo Europeo concedió a Ucrania el estatus de candidato a la adhesión a la Unión Europea.
En 2012, la UE firmó un ofrecimiento de libre comercio y asociación política con Ucrania; Sin embargo, los líderes de la UE manifestaron que estos acuerdos no se ratificarían a menos que Ucrania atendiera las preocupaciones sobre un "marcado deterioro de la democracia y el imperio de la ley". Se fijaron plazos para Ucrania llevase a cabo los cambios necesarios en sus sistemas de justicia y electorales con el fin de permitir la firma formal de sus acuerdos con la UE en Vilnius el 29 de noviembre de 2013.
Sin embargo, aunque el entonces presidente de Ucrania, Víktor Yanukóvich había instado al Parlamento de Ucrania a adoptar leyes para que el país pudiese cumplir con los criterios de la UE, el gobierno de Ucrania encabezado por Mikola Azárov suspendió los preparativos para la firma del acuerdo de asociación el 21 de noviembre de 2013. Víktor Yanukóvich asistió a la mencionada cumbre en Vilnius del 28 de noviembre y 29 de noviembre de 2013 en el que se esperaba la firma del acuerdo de asociación.
La decisión de aplazar la firma del acuerdo de asociación llevó a grandes protestas generalizadas en Ucrania que condujeron a la revolución ucraniana de febrero de 2014 (Euromaidán). Como resultado, el Parlamento destituyó a Yanukóvich y nombró a Oleksandr Turchínov presidente interino. El 25 de mayo de 2014 tuvieron lugar unas nuevas elecciones presidenciales cuyo ganador resultó Petró Poroshenko.
La parte política del Acuerdo de Asociación entre Ucrania y la Unión Europea fue firmada el 21 de marzo de 2014 por el nuevo primer ministro, Arseniy Yatsenyuk. Mientras tanto, la UE ha intentado estabilizar Ucrania por medio de la congelación de activos de rusos y ucranianos y mediante la concesión de ayuda financiera a Ucrania. La parte económica del Acuerdo de Asociación Unión Ucrania-Europea fue firmada el 27 de junio de 2014 por el nuevo presidente ucraniano], Petró Poroshenko.

### Relaciones Rusia-Unión Europea desde 2012
Las relaciones Rusia-Unión Europea desde 2012 es un término que hace referencia a las relaciones entre ambas partes a partir del tercer mandato presidencial de Vladímir Putin en Rusia. Durante este periodo, iniciado en mayo de 2012, las relaciones bilaterales se han visto afectadas principalmente por la guerra ruso-ucraniana que desde 2014 ha originado una serie de sanciones de la UE hacia Rusia, en medio de una asociación económica en la que el sector energético representaba un factor de vital importancia al ser Rusia el mayor proveedor para la Unión Europea hasta agosto de 2023. Adicionalmente las sanciones impuestas por la UE a partir de la invasión rusa de Ucrania en 2022 provocaron un cambio en la actitud de Putin, donde la UE pasó de ser el principal mercado para sus exportaciones energéticas a estar en la lista de países hostiles hacia Rusia que amenazan la seguridad del país.
El principal punto de conflicto entre la UE y Rusia es la influencia que puede ejercer cada parte sobre diversos países de la Europa Oriental (Armenia, Azerbaiyán, Bielorrusia, Georgia, Moldavia y Ucrania). Es así que mientras Rusia recurre a dispositivos económicos, militares y no militares, para mantener a estos países en su esfera de influencia, la UE apoya ocasionalmente la integración de los mismos en las actividades occidentales, apostando por la cooperación dentro del marco de la Política Europea de Vecindad.
La primera fase de la guerra ruso-ucraniana —entre 2014 y 2015— se originó en la cuestión sobre el Acuerdo de Asociación entre Ucrania y la Unión Europea que llevó a los disturbios heterogéneos de índole europeísta y nacionalista del Euromaidán. Posteriormente, la UE condenó la intervención rusa en Ucrania —adhesión de Crimea a Rusia y guerra del Dombás— y suspendió el diálogo sobre las cuestiones relativas a la política de visados y las negociaciones sobre un nuevo acuerdo bilateral. Desde entonces la Unión aplica un enfoque de doble vía que combina sanciones con intentos de encontrar una solución al conflicto en Ucrania.

### Integración de la UE en materia de Defensa
Genéricamente el concepto de autonomía estratégica se vincula a las capacidades indispensables para llevar a cabo acciones militares autónomas. Específicamente, el concepto cuenta con tres dimensiones: política (estrategia), operativa (capacidades) o industrial (equipos). Su implementación obliga a redefinir el concepto de soberanía de cada Estado miembro de la UE, ya que, debido a la pérdida capacidad militar para garantizar su soberanía individualmente, los gobiernos deben evaluar qué partes de su defensa se europeízan y el nivel de especialización al que optan.
Este enfoque ha ganado terreno tras el Brexit mientras la UE buscaba una respuesta a la relativa crisis del multilateralismo, la creciente competencia entre China y Estados Unidos, el potencial agitador de Rusia y los diversos conflictos latentes en la vecindad de la UE. Así, la retirada de tropas estadounidenses de Afganistán en el verano de 2021 sirvió para que la UE reafirmara sus pretensiones para el fortalecimiento de su defensa ya que parte de los líderes europeos consideraron que el incidente —la Unión se opuso no solo a la retirada, sino también a la forma en que se hizo— era una señal de que Estados Unidos estaba regresando al aislacionismo y volviéndose menos confiable. En consecuencia, el Discurso sobre el estado de la Unión pronunciado en septiembre de 2021 por Von der Leyen, planteó varios planes de coordinación entre los miembros de la UE y propuestas sobre cooperación global. «Estamos entrando en una nueva era de hipercompetitividad», dijo, y sugirió que Europa se convierta en «un jugador global más activo».
Ya en su Libro Blanco sobre la Defensa de junio de 2017, la Comisión Europea amplió su enfoque industrial de la autonomía a otros aspectos asociados con la regulación de las inversiones estratégicas extranjeras, la cantidad del gasto de defensa y proporcionar una mejor relación calidad-precio a través de adquisiciones multinacionales y la reducción de la dependencia europea de terceros países para componentes clave. Y es que solamente algunos Estados de la UE disponen de criterios propios de autonomía estratégica que puedan aplicar a nivel comunitario. Es así que el gobierno de Francia ha considerado que las autonomías estratégicas nacional y europea, se refuerzan mutuamente en la medida en que aumentan sus posibilidades de actuación. Además el sentido de autonomía está más arraigado en Francia que en otros Estados ya que este país —en tanto que potencia nuclear— precisa de una libertad de acción amplia y dispone de un sector industrial bajo control público.
Mientras tanto se ha puesto en marcha la llamada Capacidad Militar de Planificación y Ejecución (CMPE), que se aprobó en junio de 2017. Los Estados miembros desbloquearon la creación de este cuartel en Bruselas que planifica y ejecuta las misiones militares no ejecutivas. Este embrión de cuartel militar permanente de la UE asumió el mando de las misiones de formación militar de la Unión en África Central, Mali y Somalia.
Por su parte, en el ámbito industrial, el objetivo del gobierno alemán es preservar sus tecnologías críticas nacionales y aumentarlas mediante la cooperación europea al respecto. Sin embargo, en la progresiva construcción de la autonomía estratégica, el contexto geopolítico y la “crisis existencial” de la UE han favorecido iniciativas bilaterales de carácter militar en el eje franco-alemán. En consecuencia, estos países ven necesario aumentar la autonomía estratégica de la UE porque complementa –no sustituye– a su propia capacidad nacional. Además, como resultado del Brexit, el Reino Unido ha dejado de obstaculizar la puesta en marcha de la política de defensa europea. Sin embargo las relaciones estratégicas e industriales que Alemania y Francia mantienen bilateralmente con dicho país podrían permitir al Reino Unido continuar estando presente en la defensa europea.
En lo relativo a las relaciones transatlánticas, la invasión rusa de Ucrania fue la protagonista de la Cumbre de Madrid de 2022 que profundizó los intercambios entre la Organización del Tratado del Atlántico Norte (OTAN), la UE y sus Estados miembros.

## La invasión rusa de Ucrania
La invasión de Rusia a Ucrania, también conocida como la guerra de Ucrania, iniciada el 24 de febrero de 2022, constituye una escalada de la guerra ruso-ucraniana que comenzó tras los sucesos del Euromaidán en 2014. Se trata del mayor conflicto militar convencional en Europa desde la Segunda Guerra Mundial. La cifra precisa de víctimas se desconoce; se estima que hasta mediados de 2023, había causado la muerte de más de nueve mil civiles y decenas de miles de soldados. Los combates también han generado la mayor crisis de refugiados en el continente desde la Segunda Guerra Mundial: más de 7,3 millones de ucranianos han abandonado el país y más de 7,1 millones se han desplazado internamente. Además, la guerra ha causado daño ambiental significativo y ha puesto en peligro la disponibilidad de alimentos a nivel mundial.
La invasión estuvo precedida por una concentración militar rusa en las fronteras de Ucrania, que dio comienzo a mediados de 2021. Durante este periodo de tensión diplomática, el presidente ruso Vladímir Putin criticó la ampliación de la OTAN posterior a 1997 mientras negaba repetidamente que Rusia tuviera planes de invadir Ucrania. No obstante, el 21 de febrero siguiente, Rusia reconoció a la República Popular de Donetsk y a la República Popular de Lugansk, dos estados autoproclamados en la región de Dombás, al este de Ucrania, y envió tropas a esos territorios. Al día siguiente, el Consejo de la Federación de Rusia autorizó por unanimidad a Putin a utilizar la fuerza militar fuera de las fronteras de Rusia. El 24 de febrero, Putin anunció —en un mensaje televisado— una «operación militar especial» en las provincias de Donetsk y Lugansk; los misiles empezaron a impactar en diversos puntos de Ucrania, mientras las fuerzas terrestres rusas cruzaban la frontera, dando inicio a múltiples ofensivas.
En los frentes sur y sureste, los rusos tomaron Jersón en marzo de 2022 y Mariúpol el mes siguiente, mientras abandonaron la campaña de Ucrania central y lanzaron una renovada batalla del Dombás. Las fuerzas rusas continuaron bombardeando objetivos militares y civiles lejos de la línea del frente, incluida la red de energía durante el invierno. A fines de 2022, Ucrania retomó territorios mediante contraofensivas en el sur y el este. Poco después, Rusia anunció la anexión de cuatro provincias parcialmente ocupadas tras realizar referéndums criticados por la comunidad internacional. En noviembre, Ucrania retomó partes del Óblast de Jersón. En febrero de 2023, Rusia movilizó a cerca de doscientos mil soldados para una nueva ofensiva en el Dombás. En junio de 2023, Ucrania lanzó otra contraofensiva en el sureste que no logró ninguno de sus objetivos, a la par que Rusia sufría una rebelión por parte del grupo mercenario Wagner. En agosto de 2024, Ucrania llevó a cabo una incursión en el óblast ruso de Kursk, aunque las fuerzas rusas y norcoreanas recuperaron el territorio conquistado en cuestión de meses.
La invasión fue condenada por una parte importante de la comunidad internacional. La Asamblea General de las Naciones Unidas aprobó la Resolución ES-11/1 condenando la invasión y exigiendo la retirada total de Rusia. La Corte Internacional de Justicia ordenó a Rusia suspender las operaciones militares tras no encontrar evidencia que respaldase las acusaciones rusas a Ucrania de genocidio en el Dombás, y el Consejo de Europa expulsó al país. Numerosos gobiernos occidentales, entre los que destacan la Unión Europea y los Estados Unidos, impusieron sanciones a Rusia y su aliado Bielorrusia, y proporcionaron ayuda humanitaria, económica y militar a Ucrania. Más de mil empresas abandonaron Rusia y Bielorrusia en respuesta a la invasión. La Corte Penal Internacional (CPI) abrió una investigación sobre posibles crímenes contra la humanidad, crímenes de guerra, secuestro de niños y genocidio, emitiendo una orden de arresto contra Putin en marzo de 2023.

## Acogida de refugiados ucranianos en la Unión Europea

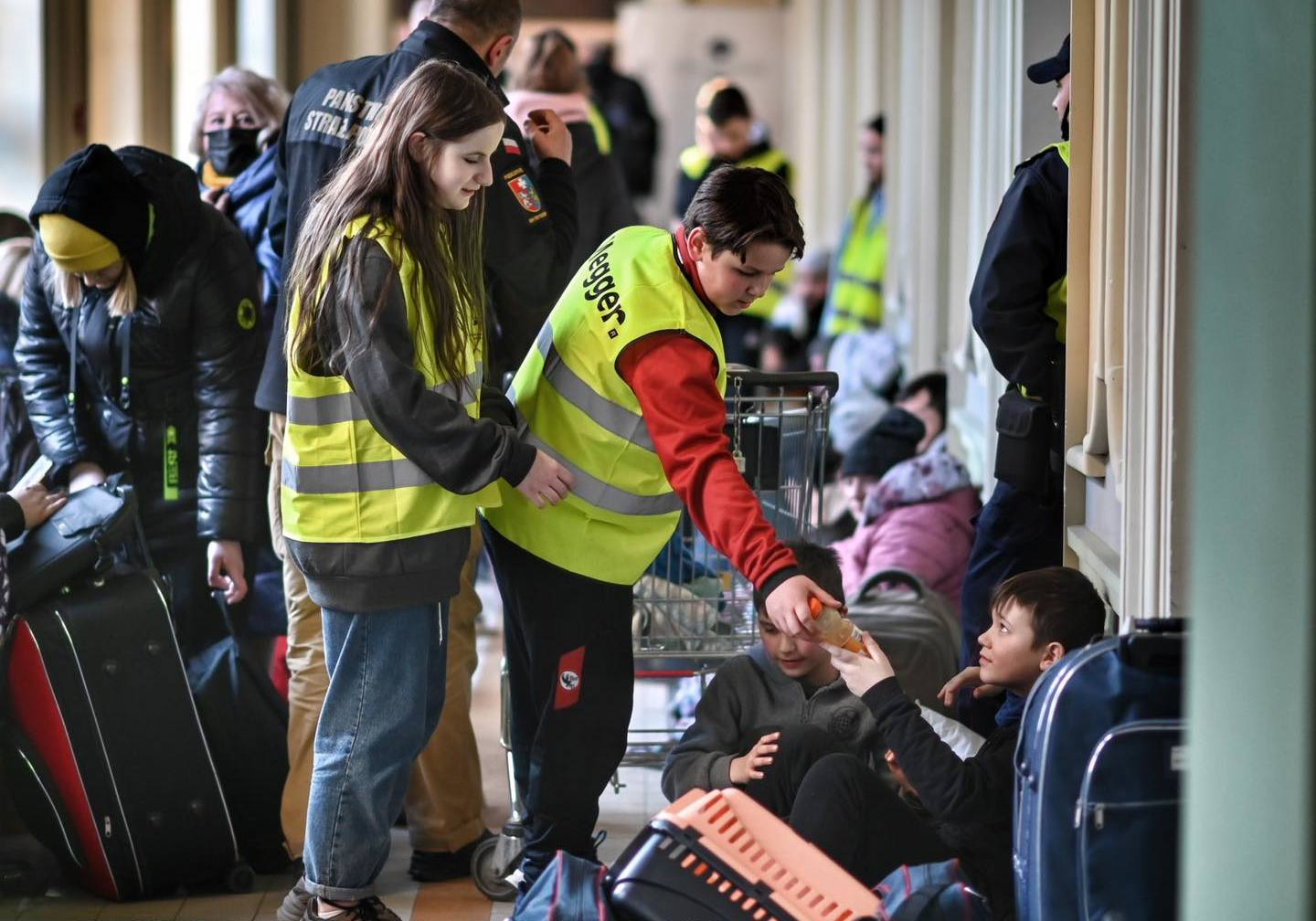
Voluntario polaco ayuda al refugiado en la estación de tren de Przemyśl.

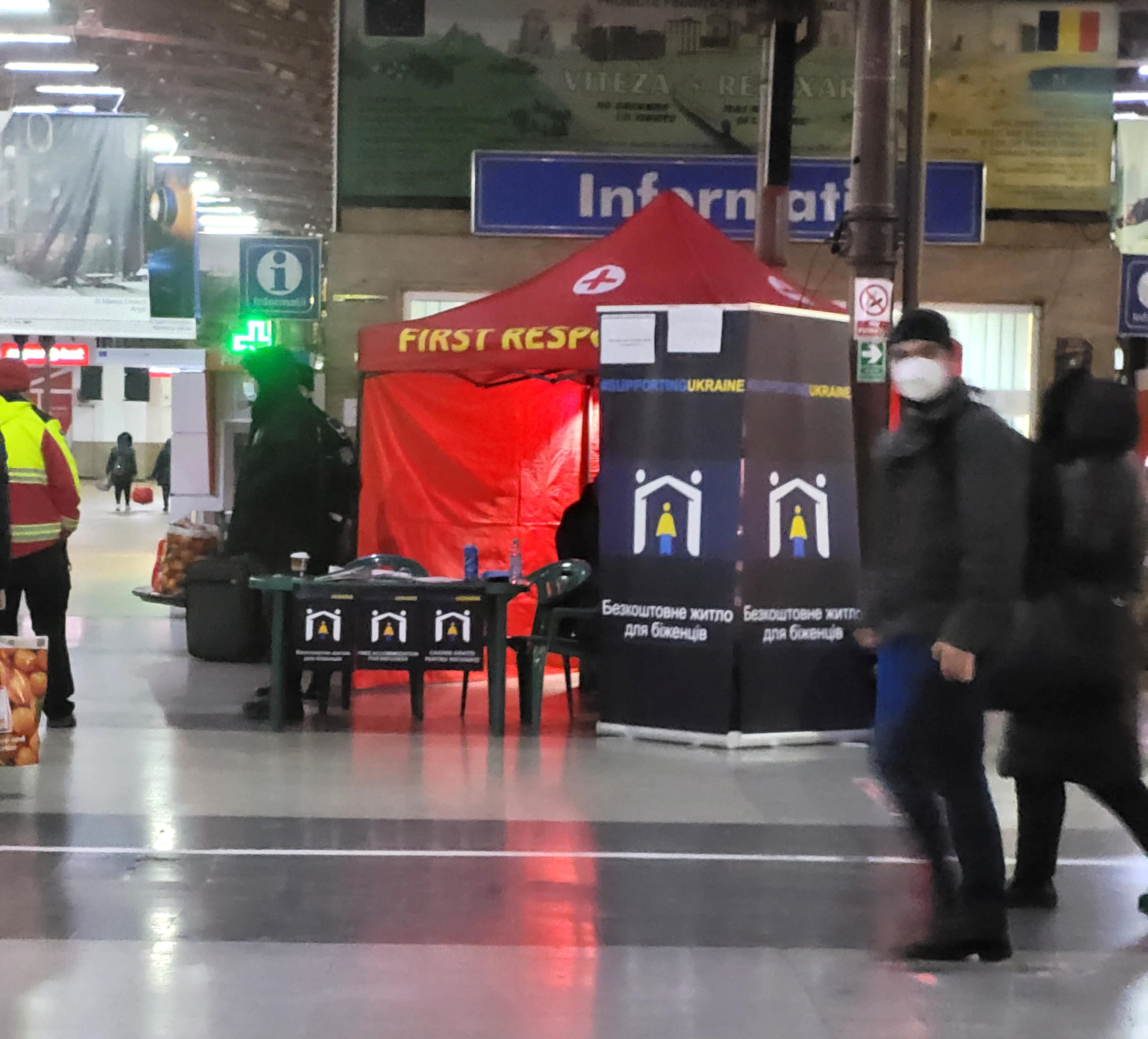
Punto de coordinación sin escalas en una estación de tren de Bucarest diseñado para brindar ayuda a los refugiados ucranianos. Las compañías ferroviarias de varios países, incluidos Alemania y Austria, han permitido a los refugiados ucranianos viajar en tren de forma gratuita.

Según el Alto Comisionado de las Naciones Unidas para los Refugiados (ACNUR), entre febrero y mediados de octubre de 2022, más de 7,6 millones de ucranianos habían huido hacia la Unión Europea. Además, el Alto Comisionado Filippo Grandi, confirmó que este era el mayor flujo de refugiados desde el fin de la Segunda Guerra Mundial en Europa.
El 27 de febrero anterior la Unión Europea acordó acoger a refugiados ucranianos durante un máximo de tres años sin que solicitaran asilo; adicionalmente, el 3 de marzo, fue aprobada la Directiva de Protección Temporal por primera vez en su historia para que los refugiados no tengan que pasar por el procedimiento estándar de asilo de la Unión.
No obstante, varios Estados miembros de la Unión ya habían iniciado acciones individuales con anterioridad. Ya el 24 de febrero, Letonia aprobó un plan de contingencia para recibir y alojar a unos 10 000 refugiados de Ucrania, y Hungría anunció que todas las personas que cruzasen la frontera desde Ucrania serían admitidas. Al día siguiente, para facilitar los cruces fronterizos, Polonia y Rumania levantaron las reglas de entrada por la pandemia de COVID-19. Dos días después, Belgíca anunció que se asignarán tres millones de euros para ayuda humanitaria adicional a Ucrania y, Eslovaquia aseguró que daría dinero a las personas que ayudaran a los refugiados ucranianos. Al final de la semana, los Países Bajos manifestó que los ucranianos en podían quedarse durante tres meses en este país y que durante este tiempo, básicamente tendrían que encontrar su propio alojamiento ya que, según el gobierno, los centros de asilo estaban superpoblados y la vida allí conllevaba restricciones.

### Directiva de Protección Temporal
Desde la creación de la Directiva en 2001 esta no había sido aplicada antes de la invasión rusa de Ucrania. El número de desplazados por esta guerra llegó a los 1,7 millones en tan solo los 10 primeros días de conflicto —en la guerra de Siria no fue hasta los 3 meses cuando se llegó al millón de desplazados—. No obstante, este número fue superado, llegando a ser 7,2 millones en octubre del mismo año. Incluso el Alto Comisionado de las Naciones Unidas para los Refugiados (ACNUR) ha declarado el nivel 3 de emergencia, siendo este el más alto.
La implementación de la Directiva se inició el 4 de marzo de 2022 cuando el Consejo de Justicia y Asuntos de Interior tomó la decisión ejecutiva de iniciar la protección temporal siguiendo las propuestas de la Comisión creada en especial para ello. Aunque difiere en algunos puntos con la propuesta original, se adhiere a ella en su mayoría.
En gran medida se siguen los requerimientos expuestos en la Directiva, como:

## Célula comunitaria de ayuda para Ucrania
El 28 de febrero de 2022 un consejo extraordinario de ministros de Defensa de la Unión Europea entregó al departamento del Alto representante de la Unión para Asuntos Exteriores y Política de Seguridad la competencia de coordinar, a través del Fondo Europeo de Apoyo a la Paz, la compra de armas que estaban llevando a cabo los Estados miembros de la UE para ayudar a Ucrania. El día anterior, los ministros de Exteriores aprobaron que el presupuesto comunitario financie parte de esas compras, una decisión sin precedentes en la historia de la Unión Europea, aunque Austria, Irlanda y Malta se abstuvieron de participar.
La UE anunció que movilizaría 450 millones de euros para adquirir material de combate y otros 50 millones para la compra de combustible y material defensivo. Este dinero ayudará a los Estados a financiar la compra y envío de armamento a Ucrania. Previsiblemente el material llegará a través de Polonia, Eslovaquia y Rumania que tienen frontera con Ucrania —el Gobierno de Hungría anunció que no permitiría el paso de armas o tropas por su territorio—.
La Comisión von der Leyen dispuso que la célula se encargará de que la ayuda de los Estados miembros responda a las necesidades militares de Ucrania. El encargo otorgó ala Comisión Europea un papel capital en un sector que hasta ese momento había sido eminentemente nacional y ajeno a esta institución centrada en actividades civiles.

## Ucrania y su estatus de candidato a la adhesión a la Unión
La adhesión de Ucrania a la Unión Europea ha estado en la agenda para la futura ampliación de la Unión Europea (UE) desde el 28 de febrero de 2022, cuando el gobierno ucraniano formalizó su candidatura poco después de ser invadido por Rusia. El presidente de Ucrania, Volodímir Zelenski, solicitó la admisión inmediata bajo un «nuevo procedimiento especial», y los presidentes de ocho estados de la UE pidieron un proceso de adhesión acelerado. La presidenta de la Comisión Europea, Ursula von der Leyen, declaró que apoya la adhesión de Ucrania, pero que el proceso llevaría tiempo. El 1 de marzo de 2022, el Parlamento Europeo apoyó que Ucrania se convirtiera en candidata oficial a miembro, y el 10 de marzo de 2022 el Consejo de la Unión Europea solicitó a la Comisión Europea su opinión sobre la solicitud. El 8 de abril de 2022, Ursula von der Leyen presentó a Zelenski un cuestionario legislativo, al que Ucrania respondió el 17 de abril de 2022.

## Independencia de la UE con respecto a los combustibles fósiles rusos
REPowerEU es un plan la Comisión Europea para «poner fin a la dependencia de la Unión Europea con respecto a los combustibles fósiles rusos». La medida es una respuesta a las perturbaciones del mercado de la energía causadas por la invasión rusa de Ucrania de 2022. El Colegio de Comisarios pretende implementar el plan mediante «el ahorro de energía, la diversificación del suministro de energía y el despliegue acelerado de las energías renovables para sustituir a los combustibles fósiles en los hogares, la industria y la producción de electricidad».

## La batalla de narrativas sobre la guerra
El 10 de julio de 2022, Josep Borrell, alto representante de la Unión para Asuntos Exteriores y Política de Seguridad y vicepresidente de la Comisión Europea, sostuvo que «La batalla global de narrativas sobre la guerra de agresión contra Ucrania está en pleno desarrollo y por ahora no la estamos ganando... El G7 y los países de ideas afines están unidos para condenar y sancionar a Rusia y tratar de hacer que el régimen rinda cuentas. Pero otros países, y podemos hablar aquí de la mayoría del “Sur Global”, a menudo adoptan una perspectiva diferente.»